# Transkortikale Aphasie
Transkortikale Aphasie ist eine seltene Form der Aphasie (Sprachstörung nach neurologischen Erkrankungen). Bei der transkortikalen Aphasie ist der Betroffene nicht in der Lage, selbstständig Sprache zu formulieren, sondern kann nur nachsprechen. Man unterscheidet zwei Formen der transkortikalen Aphasie – die transkortikal sensorische Aphasie und die transkortikal motorische Aphasie.

## Transkortikal motorische Aphasie
Betroffene sprechen kaum oder gar nicht, aber sind in der Lage, Vorgegebenes mit guter Artikulation und intakter Syntax nachzusprechen. Des Weiteren ist ihr Verständnis intakt und sie können laut lesen.
Die typischen Läsionsorte dieser Störung sind der Frontallappen (anterior vom Broca-Areal) und der supplementär motorische Cortex.

## Transkortikal sensorische Aphasie
Das Sprechen dieser Aphasiker ähnelt dem Bild einer Wernicke-Aphasie. Symptome sind semantische Paraphasien und Echolalie der Spontansprache. Sie haben eine herausragend gut erhaltene Nachsprechleistung, wobei sie jedoch den Inhalt des Nachgesprochenen häufig nicht erfassen können.
Der typische Läsionsort befindet sich im hinteren temporo-parietalen Bereich, wobei das Wernicke-Areal nicht betroffen ist.